# Big Top Halloween
Big Top Halloween es el primer álbum de estudio de la banda estadounidense de rock alternativo The Afghan Whigs, lanzado en 1988.
Se lanzaron entre 1000 y 2000 copias del álbum, siendo una producción muy limitada al público.

## Listado de canciones
| LP original |                       |               |          |  |
| N.º         | Título                | Música        | Duración |  |
| 1.          | «Here Comes Jesus»    | Curley, Dulli | 3:36     |  |
| 2.          | «In My Town»          | Curley, Dulli | 2:58     |  |
| 3.          | «Priscilla's Wedding» | Curley, Dulli | 4:03     |  |
| 4.          | «Push»                | Curley, Dulli | 3:04     |  |
| 5.          | «Scream»              | Curley, Dulli | 3:22     |  |
| 6.          | «But Listen»          | Curley, Dulli | 5:23     |  |
| 7.          | «Big Top Halloween»   | Curley, Dulli | 3:33     |  |
| 8.          | «Life in a Day»       | Curley, Dulli | 2:13     |  |
| 9.          | «Sammy»               | Curley, Dulli | 3:16     |  |
| 10.         | «Doughball»           | Curley, Dulli | 2:15     |  |
| 11.         | «Back O' the Line»    | Curley, Dulli | 2:51     |  |
| 12.         | «Greek Is Extra»      | Curley, Dulli | 2:54     |  |
| 37:28       |                       |               |          |  |

## Créditos
- John Curley —	Bajo
- Greg Dulli — Voz, guitarra
- Steve Earle —	Batería
- Rick McCollum	— Guitarra